# استخر مسکو

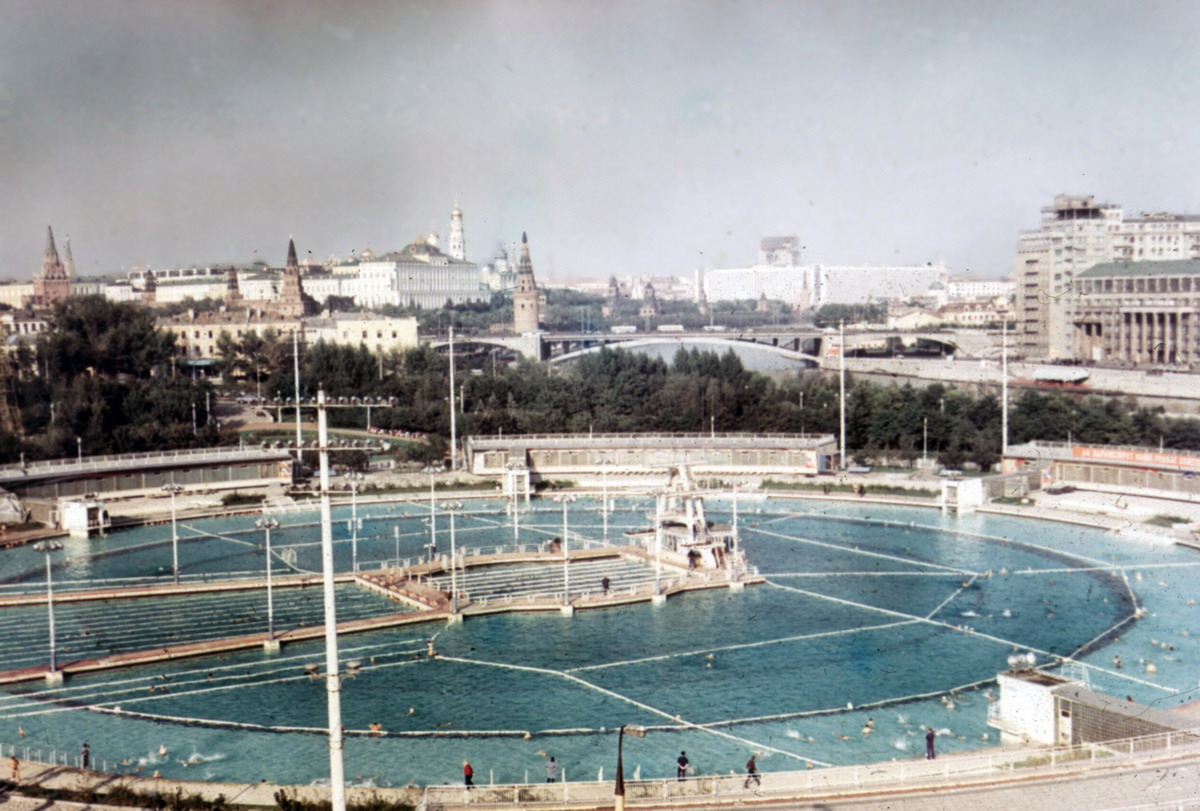
استخر مسکو، ۱۹۶۹

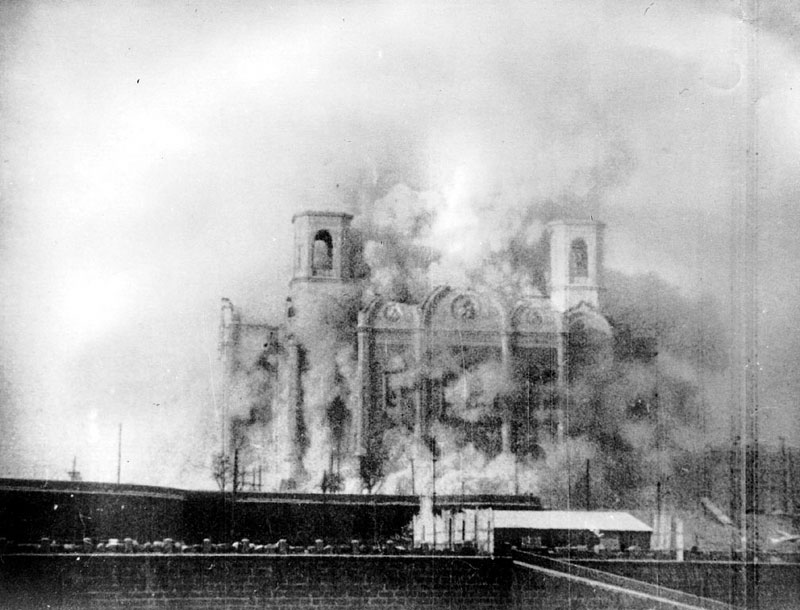
تخریب کلیسای جامع مسیح منجی در سال ۱۹۳۱

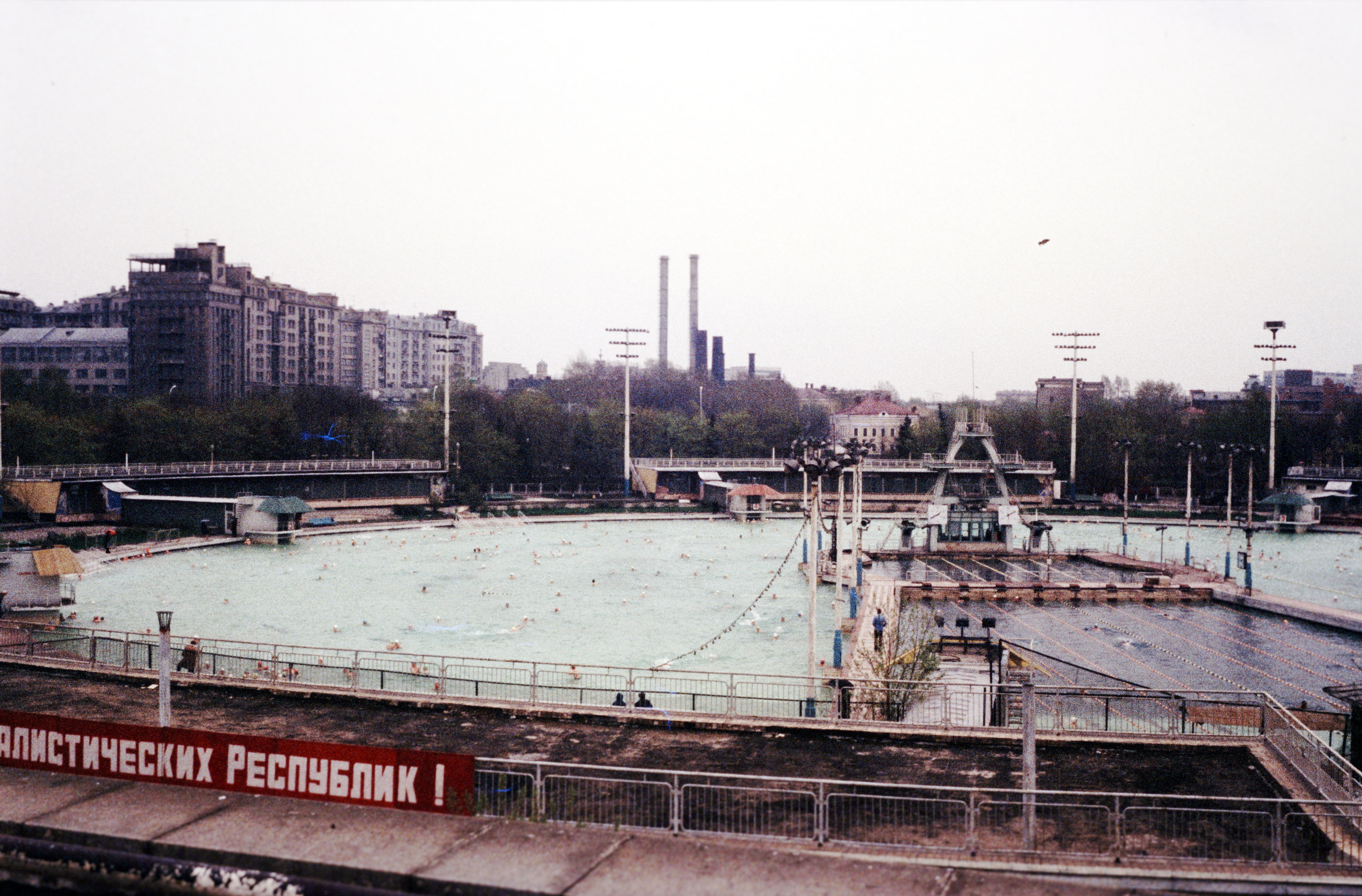
استخر مسکو در سال ۱۹۸۰

استخر مسکو (Moskva Pool) برای مدتی بزرگ‌ترین استخر روباز جهان بود.
این بنا در سال ۱۹۵۸ در مسکو بر روی پی کاخ متروکهٔ شوراها، طبق طرح‌های معمار مسکویی، دیمیتری چچولین، ساخته شد. ساخت کاخ شوراها در سال ۱۹۳۷ آغاز شد و در سال ۱۹۴۱، زمانی که فولاد پی ساختمان برای مصالح جنگی در طول جنگ جهانی دوم استفاده شد، رها شد. ساخت و ساز پس از پایان جنگ از سر گرفته نشد و پی خالی کاخ شوراها در سال ۱۹۵۸ به یک استخر روباز تبدیل شد که از سال ۱۹۵۸ تا ۱۹۹۴ وجود داشت. آب آن گرم می‌شد تا فصل استخر تا هوای سردتر ادامه یابد. در سال ۱۹۹۵، کلیسای جامع مسیح منجی در جای خود مرمت شد، کلیسای جامع اصلی در سال ۱۹۳۱ توسط رژیم شوروی تخریب شده بود تا راه برای کاخ شوراها باز شود.

## ویژگی‌های معماری
استخر مسکو یک سازه هیدرولیکی دایره‌ای مصنوعی بود. قطر سطح آب ۱۳۰ متر، مساحت ۱۳ هزار متر مربع و حجم آب ۲۵ هزار متر مکعب بود. ظرفیت استخر شنا تا ۲۰ هزار بازدیدکننده در روز و تا سه میلیون نفر در سال بود. حدود ۲۴ میلیون نفر در طول ده سال اول بهره‌برداری از این استخر بازدید کردند.
این استخر شنا در تمام طول سال فعال بود و حتی در دمای منفی ۲۰ درجه نیز پذیرای بازدیدکنندگان بود. درجه سانتیگراد. دمای آب توسط یک سیستم گرمایش مصنوعی تنظیم می‌شد و در تابستان و زمستان به ترتیب از ۱۸ و ۲۲ درجه سانتیگراد کمتر نمی‌شد. در فصول سرد، آب تا ۳۲–۳۴ درجه سانتیگراد گرم می‌شد. درجه سانتیگراد. به دلایل ایمنی، استفاده از استخر در دمای کمتر از -۲۰ درجه مجاز نبود، زیرا بخار غلیظ و متراکم روی سطح آب، مشاهده شناگران و کار نجات غریق‌ها را دشوار می‌کرد. نظریه‌ای وجود دارد که می‌گوید ناحیه تبخیر عظیم سطح آب، علت خوردگی ساختمان‌های مجاور بوده است. 
آب از منبع آب شهری به استخر می‌آمد و در یک دیگ بخار گرم می‌شد. قبل از تأمین آب، از فیلترها عبور داده شده و کلرزنی می‌شد. این مرکز آزمایشگاهی داشت که کیفیت آب را بررسی می‌کرد.
محوطه آبی استخر به بخش‌هایی برای شنا و ورزش آزاد تقسیم شده بود و هدف اصلی آن «شنا و تفریح تفریحی دسته‌جمعی» بود. این مجموعه شامل گروه‌های شنای درمانی و تفریحی برای کودکان و بزرگسالان، گروه‌های شنای موزون و واترپلو بود. یک بخش ورزشی با ورودی جداگانه برای آموزش مجهز شده بود. استخر ورزشی به هشت خط تقسیم شده بود و در مرکز آن، یک سکوی شیرجه به ارتفاع ۱۰ متر با امکان پرش از ارتفاعات مختلف وجود داشت. این مجموعه همچنین دارای حمام با سونا بود.
طراحی استخر روباز شامل محوطه‌سازی و زیباسازی محیط اطراف بود. مخزن آب توسط ساحلی به عرض ۱۱ متر با خاکریزی از شن دریا احاطه شده بود. پنج استخر کم‌عمق کودکان، نیمکت‌ها و درختانی در آنجا رشد کرده بودند. در کنار ساحل، غرفه‌هایی با صندوقداران، رختکن و بوفه وجود داشت که می‌توانستند همزمان دو هزار نفر را در خود جای دهند. آنها تجهیزات شنا را می‌فروختند و قرض می‌دادند. در طول زمستان، خروجی‌های استخر توسط راهروهای مخصوص به غرفه‌ها متصل می‌شدند. عمق استخر در ابتدا چهار متر بود، اما به دلیل افزایش تعداد غرق‌شدگی‌ها، کف آن با بتن پوشانده شد و ارتفاع آن به ۱٫۸۵ متر افزایش یافت.
این استخر شنا در سیستم دفاع مدنی مسکو گنجانده شده بود و قرار بود در مواقع اضطراری یک مرکز ضدعفونی در آنجا فعالیت کند.

## مشکلات
منطقه تبخیر عظیم ناشی از سطح عظیم آب استخر، علت خوردگی ساختمان‌های مجاور بود. به‌طور خاص، کارمندان موزه پوشکین شکایت داشتند که موقعیت استخر روباز بر ایمنی نمایشگاه‌ها تأثیر منفی می‌گذارد.

## اختتامیه
ساخت استخر در مکانی که میراث فرهنگی تخریب شده بود، واکنش منفی مردم مسکو را برانگیخت. عبارت «اول یک کلیسا کلیسای جامع‌ بود، سپس زباله کاخ ساخته نشده شوراها، و حالا شرم استخر» (به روسی: Сперва был храм, потом — хлам, а теперь — срам.، ت. «Sperva byl khram, potom – khlam, a teper' – sram.») به امری عادی تبدیل شد.
در آوریل ۱۹۸۸، یک جنبش مردمی برای بازسازی کلیسای جامع عیسی نجات‌دهنده در مسکو پدیدار شد. در سپتامبر ۱۹۸۹، تصمیمی برای بازسازی آن در محل سابقش گرفته شد و یک سال بعد، سنگ بنای آن در کنار استخر شنا گذاشته شد. در سال ۱۹۹۱، استخر شنای مسکو فعالیت خود را متوقف کرد و به مدت سه سال متروکه شد، اگرچه در واقع شناگران در تابستان ۱۹۹۳ پذیرفته می‌شدند؛ در ۷ ژانویه ۱۹۹۵، پایه‌های کلیسای جامع گذاشته شد.